# Tour de Grèce
Le Tour de Grèce ou International Tour of Hellas (grec moderne : Διεθνής Ποδηλατικός Γύρος Ελλάδας) est une course cycliste par étapes disputée en Grèce. Il fait partie de l'UCI Europe Tour en 2005 et 2006, en catégorie 2.2. Les éditions 2007 et 2008 sont annulées, tout comme celles des deux années suivantes. L'épreuve ne fait son retour au calendrier qu'en 2011, puis disparaît à nouveau en 2013. En avril 2022, l'épreuve fait son retour en catégorie 2.1.
Le leader du classement général porte un maillot bleu.

## Histoire
Le « Prix Antiquités » de 1968 est considéré comme l'origine du Tour de Grèce.

## Édition 2011
Vingt équipes, professionnelles et non-professionnelles, dont l'équipe nationale grecque, venues de treize pays (Allemagne, Autriche, Bulgarie, Croatie, France, Grèce, Hong-Kong, Italie, Monténégro, Pays-Bas, Roumanie, Serbie et Turquie) participent au Tour de Grèce 2011.
Il se déroule en cinq étapes du 13 au 17 avril 2011 et couvre un total de 728 km. Le départ a lieu à Ioannina, l'arrivée à Athènes. La première étape va de Ioannina à Préveza, via Dodone (140 km) ; la deuxième de Préveza à Missolonghi via Nicopolis (120 km) ; la troisième de Missolonghi à Delphes via Galaxidi et Itéa (150 km) ; la quatrième de Delphes à Marathon (178 km) ; l'étape finale rejoint Marathon à Athènes via le cap Sounion, avec un circuit dans le centre historique de la capitale parcouru dix fois (120 km).

## Palmarès
| Année     | Vainqueur              | Deuxième               | Troisième             |
| --------- | ---------------------- | ---------------------- | --------------------- |
| 1968      | Jan Nielsen            | Guido Van Damme        | Sautsek               |
| 1969-80   | Non-disputé            | Non-disputé            | Non-disputé           |
| 1981      | Kanéllos Kanellópoulos | Evaggelos Papadakis    | Ilias Kelesidis       |
| 1982      | Henri Manders          | Pascal Kolkhuis Tanke  | Dragic Borovicanin    |
| 1983      | Non-disputé            | Non-disputé            | Non-disputé           |
| 1984      | Assiat Saitov          | Evgeni Korolkov        | Vassili Jdanov        |
| 1985      | Ivan Romanov           | Marat Ganeïev          | Vassily Chpoundov     |
| 1986      | Roland Königshofer     | Kanéllos Kanellópoulos | Stancho Stanchev      |
| 1987      | Olaf Jentzsch          | Kanéllos Kanellópoulos | Jan Schur             |
| 1988      | Gintautas Umaras       | Michel Zanoli          | Dan Radtke            |
| 1989      | Frank Kühn             | Jan Schur              | Andreas Wartenburg    |
| 1990-1997 | Non-disputé            | Non-disputé            | Non-disputé           |
| 1998      | Thomas Liese           | Hristo Zaykov          | Matthew Stephens      |
| 1999-2001 | Non-disputé            | Non-disputé            | Non-disputé           |
| 2002      | Fraser MacMaster       | Philippe Schnyder      | Adam Gawlik           |
| 2003      | Vasileios Anastopoulos | Svetoslav Tchanliev    | Ioánnis Tamourídis    |
| 2004      | Assan Bazayev          | André Schulze          | Maxim Iglinskiy       |
| 2005      | Valeriy Dmitriyev      | Alexandr Dymovskikh    | Nebojša Jovanović     |
| 2006      | Pavel Brutt            | Vladimir Koev          | René Andrle           |
| 2007-2010 | Non-disputé            | Non-disputé            | Non-disputé           |
| 2011      | Stefan Schäfer         | Ioánnis Tamourídis     | Markus Fothen         |
| 2012      | Robert Vrečer          | Davide Rebellin        | Ioánnis Tamourídis    |
| 2013-2021 | Non-disputé            | Non-disputé            | Non-disputé           |
| 2022      | Aaron Gate             | Lennert Teugels        | Mark Stewart          |
| 2023      | Iúri Leitão            | Aaron Gate             | Stanisław Aniołkowski |
| 2024      | Riccardo Zoidl         | Hermann Pernsteiner    | Valerio Conti         |
| 2025      | Harold Martín López    | Anton Schiffer         | Adrien Maire          |